# Reserva natural nacional Arrecife de Lihou
La Reserva natural nacional Arrecife de Lihou (en inglés: Lihou Reef National Nature Reserve) es una reserva natural de 8.440 kilómetros cuadrados en el Territorio de las Islas del Mar de Coral que es administrado por Australia. Junto con la Reserva Natural Nacional Coringa -Herald , de la que está separada por unos 100 kilómetros de mar abierto, forma el Sitio Ramsar Reservas del Mar de Coral, designado el 16 de agosto de 2002, bajo la lista de la Convención de Ramsar como humedal de importancia internacional .
El arrecife Lihou y sus cayos fueron descubiertos por el teniente John Lihou , RN, el 23 de febrero de 1823. Lihou, entonces Maestro del bergantín HMS Zenobia , estaba en el paso de Manila a América del Sur. Después de un pasaje peligrosos a través del arrecife el barco partió de la Gran Barrera de Coral a través de una abertura cerca de Islas Murray . El 23 de febrero, los Arrecifes Lihou fueron finalmente avistados. 